# Girolamo Frescobaldi
Girolamo Frescobaldi (o Gerolamo Frescobaldi) (Ferrara, 13 settembre 1583 – Roma, 1º marzo 1643) è stato un compositore, organista e clavicembalista italiano.
È ritenuto uno dei maggiori compositori per clavicembalo e organo del XVII secolo.

## Biografia

### Ferrara

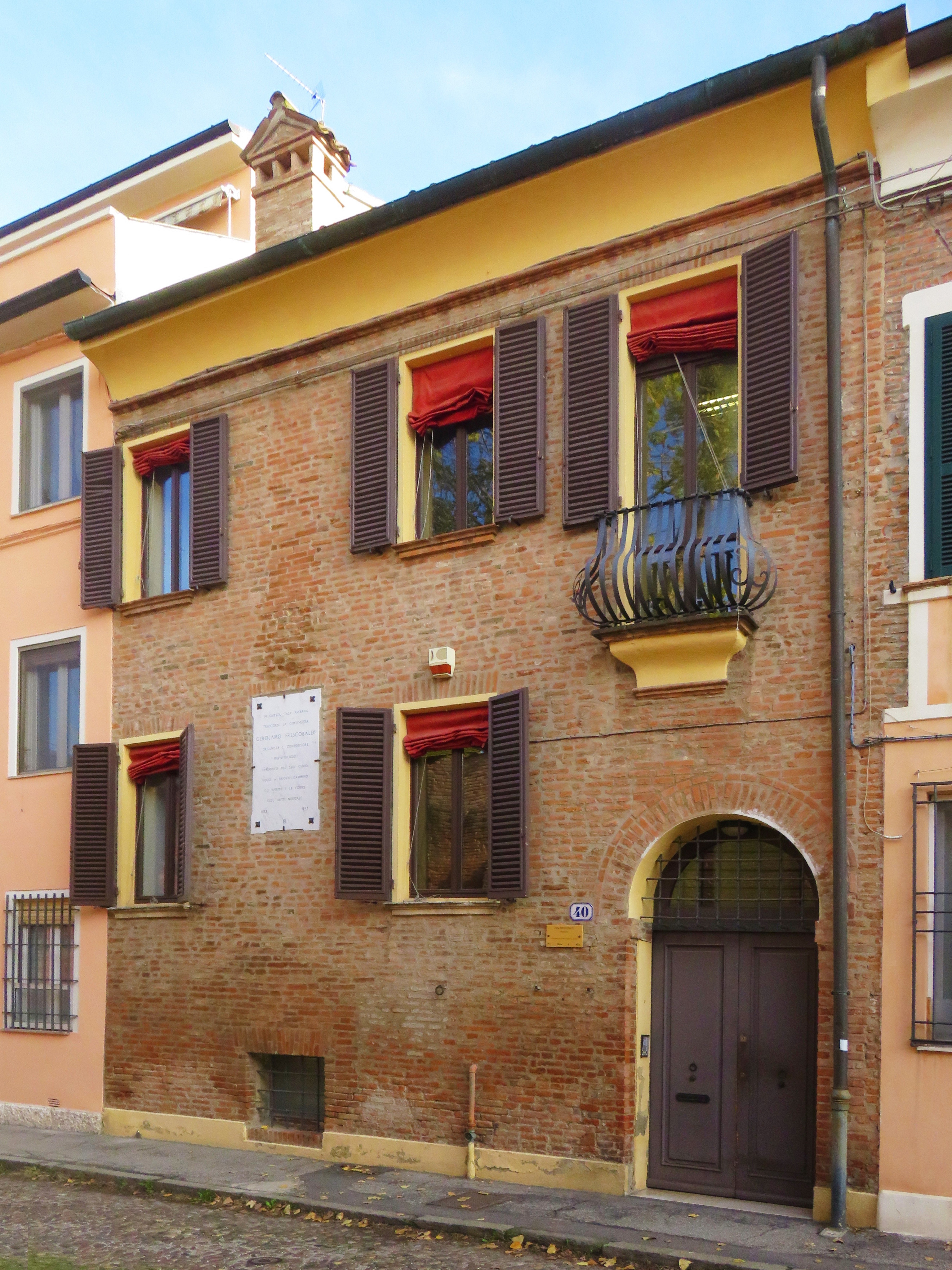
Via Frescobaldi, Ferrara. Casa della famiglia Frescobaldi.

Girolamo Frescobaldi nacque e passò la giovinezza a Ferrara, in una casa in via Belvedere. La città vantava una scuola musicale che aveva attirato, nel XVI secolo, diversi importanti compositori: tra questi, Josquin Desprez, Adrian Willaert, Alessandro Milleville. Al tempo della giovinezza di Frescobaldi erano presenti ed attivi nella città musicisti come Alfonso della Viola, Lodovico Agostini, le celebri dame che formavano il Concerto del duca Alfonso II d'Este, e Luzzasco Luzzaschi che fu suo maestro. 
In quegli anni passarono da Ferrara anche Costanzo Porta, Luca Marenzio, Claudio Merulo, John Dowland, Jacques de Wert, Orlando di Lasso, Giovanni Bardi, Jacopo Corsi, Giulio Caccini, Claudio Monteverdi (che lavorava ad una raccolta di madrigali che dedicò poi ad Alfonso II d'Este), oltre al principe Carlo Gesualdo. Molti giunsero nella città in occasione delle nozze del duca con Eleonora, sorella di Cesare d'Este. Furono in città anche Scipione Stella, il liutista Fabrizio Filomarino e Rinaldo dall'Arpa.
Abbiamo notizia di un suo incarico professionale già nel 1597 quando, all'età di 14 anni, ottenne il posto di organista dell'Accademia della Morte di Ferrara lasciato vacante da Ercole Pasquini.

Risalgono a questo periodo i primi contatti di Frescobaldi con la potente famiglia ferrarese dei Bentivoglio. Egli ottenne la protezione del marchese Enzo, figlio della celebre cantante Isabella Bendidio, che da esperto uomo di corte, divenne una figura molto influente nel campo della musica e del teatro del primo Seicento, e del fratello di questi, il potente cardinale Guido Bentivoglio.
Frescobaldi fu un virtuoso d'organo e clavicembalo, già celebrato per queste sue eccezionali qualità dai suoi contemporanei. Luigi Battiferri lo soprannominò il "mostro degli organisti".

### Roma
Nel 1598, in mancanza di figli legittimi di Alfonso II d'Este, il papa Clemente VIII riportò il Ducato di Ferrara sotto il dominio dello Stato della Chiesa; da quel momento diversi musicisti ferraresi gravitarono su Roma: i tre fratelli Piccinini vi si trasferirono nel 1598 e Luzzaschi vi trascorse un periodo nel 1601.
Anche Frescobaldi giunse a Roma nei primi mesi del 1601. Fu organista della basilica di Santa Maria in Trastevere da gennaio a maggio 1607.
Nel giugno 1607, Frescobaldi insieme a Girolamo Piccinini, accompagnarono il prelato ferrarese Guido Bentivoglio inviato come nunzio alla corte delle Fiandre. Fu l'unico viaggio compiuto da Frescobaldi fuori dall'Italia. Qui ebbe contatto con la corte asburgica celebre per la ricchezza della vita musicale, presso la quale prestavano servizio musicisti italiani, spagnoli e inglesi, oltre che fiamminghi; tra questi, si suppone abbia avuto contatti con gli organisti di corte Peeter Cornet e Peter Philips, mentre il supposto incontro con Jan Pieterszoon Sweelinck ad Amsterdam, città sotto controllo di un'amministrazione protestante, non ha alcuna conferma.
Nel 1608 pubblicò per i tipi di Phalèse, ad Anversa, il suo primo lavoro completo, una raccolta di 19 madrigali a 5 voci. Durante il viaggio di ritorno a Roma, fece tappa a Milano dove pubblicò Il primo libro delle Fantasie a quattro.
Tornato a Roma, succedette ancora una volta al concittadino Ercole Pasquini, come organista della Cappella Giulia nella Basilica di San Pietro, prendendo servizio il 31 ottobre 1608. Inoltre, egli entrò alle dipendenze del marchese Enzo Bentivoglio, arrivato a Roma come ambasciatore di Ferrara nell'anno 1608; tuttavia, le relazioni tra i due divennero presto difficili, per cui già nell'anno successivo vi fu una rottura.
Tra il 1610 e il 1611, Frescobaldi entrò al servizio del cardinale Pietro Aldobrandini.
Nel 1612 nacque il suo primo figlio, Francesco, dall'unione con Orsola Travaglini Del Pino, che sposò il 12 febbraio dell'anno successivo nella chiesa di Santa Maria in Via; a questo seguirono, tra il 1613 e il 1619, Maddalena, Domenico, che fu poeta e collezionista d'arte, Stefano e Caterina.
Intanto, dopo la morte di Clemente VIII la fortuna del suo patrono era notevolmente declinata. Così, nel 1614 Frescobaldi negoziò con Ferdinando Gonzaga la sua assunzione al servizio della corte di Mantova, dove si recò e suonò alla presenza del duca nel 1615. Tuttavia, egli non raggiunse il suo scopo e tornò a Roma avendo ottenuto da questa avventura solo un contributo alla pubblicazione del primo libro di Toccate, che infatti uscì nel 1614-15 in una ricca edizione incisa su rame da Nicolò Borboni.
La relazione con l'Aldobrandini non fu facile, tuttavia egli rimase al suo servizio fino alla morte del cardinale, nel 1621. Inoltre, egli continuò a mantenere il posto a San Pietro ed era invitato occasionalmente come organista presso altre chiese romane per le musiche di particolari festività. Svolse anche attività d'insegnante di clavicembalo e canto per conto di membri della nobiltà che gli affidavano giovani promettenti perché ne curasse la preparazione musicale.

### Firenze
Il granduca Ferdinando II de' Medici visitò Roma nel marzo 1628; Frescobaldi prese contatti con lui e gli dedicò Il primo libro delle canzoni a 1-4 voci, la sua unica raccolta di musiche per gruppi strumentali. Vi ottenne un impiego come organista del granduca, presso la corte di Firenze, retribuito con un elevato stipendio. Nel 1630, pubblicò i due libri di Arie musicali. Frescobaldi godette qui di alta considerazione ed era utilizzato nelle situazioni più importanti. La sua permanenza ebbe termine nel 1634.

### Ritorno a Roma

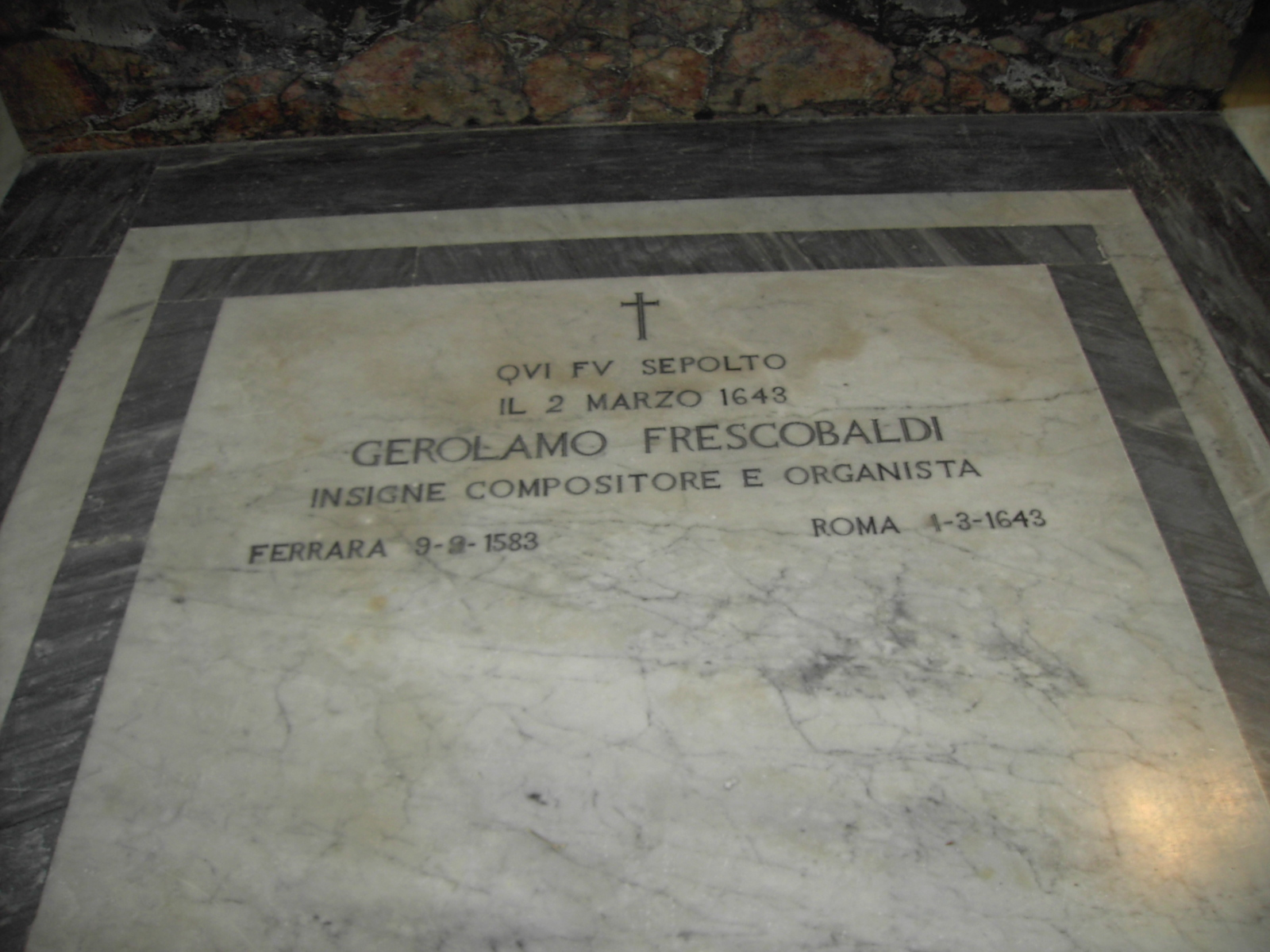
Basilica dei Santi Apostoli: lapide che ricorda il luogo in cui fu sepolto Frescobaldi

Frescobaldi fece ritorno a Roma nell'aprile del 1634, richiamato dal cardinale Francesco Barberini, nipote del nuovo papa Urbano VIII, ora con un salario più adeguato alla sua fama ormai consolidata. Riprese anche il suo posto di organista alla Cappella Giulia, passata sotto la direzione di Virgilio Mazzocchi. I Barberini, fortemente impegnati nell'allestimento di opere presso il Teatro Barberini alle Quattro Fontane, curiosamente, non coinvolsero il Frescobaldi nelle loro rappresentazioni, ma probabilmente lo facevano partecipare alle accademie che si svolgevano nel loro palazzo, dirette da Mazzocchi.
Una delle ultime descrizioni di un'esecuzione di Frescobaldi ci viene dal musicista francese André Maugars, che nel celebre libello Réponse faite à un curieux racconta di un concerto quaresimale a cui assistette nel 1639 presso l'Oratorio del Crocifisso. Vi si eseguivano mottetti e oratori in latino combinati a brani strumentali; l'organico comprendeva un organo, due o tre violini, due o tre arciliuti e una lira, oltre, naturalmente, a un grande clavicembalo suonato da Frescobaldi. Gli strumenti alternavano brani concertati a soli improvvisati; in particolare, Maugars fu molto impressionato dalla "maniera" del cembalista, che esibiva "ogni sorta di invenzioni sopra delle note ferme dell'organo".
Frescobaldi morì a Roma, dopo una breve malattia, il 1º marzo 1643. Fu sepolto nella basilica dei Santi Apostoli.

## Lo stile frescobaldiano
Lo stile della musica strumentale di Frescobaldi intende evocare gli affetti attraverso il suono, emulando le tecniche della cosiddetta seconda pratica, secondo la celebre definizione di Claudio Monteverdi, che caratterizzavano la coeva musica vocale. 
Ciò contribuì ad emancipare la musica strumentale e portarla a un livello di importanza paragonabile alla musica vocale. Lo stile frescobaldiano è ben evidenziato nelle toccate, nelle partite e nelle canzoni. Tali generi di composizione sono infatti articolati in sezioni distinte e spesso contrapposte per ritmo (binario vs ternario), agogica (adagio vs allegro), dinamiche (forte vs piano), modalità (diatonico vs cromatico),
Nella sua musica i virtuosismi vocali sono espressi dagli strumenti. Nelle toccate e nelle partite inserisce scale ascendenti e discendenti, trilli e abbellimenti di ogni sorta, inframezzati da momenti accordali e passi in stile imitativo.

## Opere

### Per strumenti a tastiera
- Il primo libro delle fantasie a quattro, Milano, 1608
- Toccate e partite d'intavolatura di cimbalo libro primo, Roma, 1615. Opera rivista ed arricchita in varie ristampe.
- Recercari, et canzoni franzese fatte sopra diverse oblighi in partitura libro primo, Roma, 1615
- Il primo libro di capricci fatti sopra diversi soggetti et arie in partitura, Roma, 1624
- Il secondo libro di toccate, canzone, versi d'hinni, Magnificat, gagliarde, correnti et altre partite d'intavolatura di cembalo et organo, Roma, 1627
- Fiori musicali di diverse compositioni, toccate, kyrie, canzoni, capricci, e recercari, in partitura, Venezia, 1635
- Canzoni alla francese in partitura, Venezia, 1645
- Canzone, capricci, toccate, ricercari, partite, versetti manoscritti

### Per gruppi strumentali
- 3 canzoni, rispettivamente a 4, 5 e 8 voci, nell'antologia di vari autori Canzoni per Sonare con ogni sorte di Stromenti a Quattro, Cinque & Otto, con il suo Basso generale per l'Organo, Venezia, Raverij, 1608
- Canzoni da sonare a una, due, tre et quattro libro primo, Roma, 1628[N 3]. Ristampa a Venezia nel 1634 con alcuni nuovi brani.

### Musica profana
- Il primo libro de' madrigali, a 5 voci, Anversa, 1608
- Primo Libro d'Arie Musicali Per Cantarsi Nel Gravicembalo, e Tiorba, a 1-3 voci, Firenze, 1630
- Secondo Libro d'Arie Musicali Per Cantarsi Nel Gravicembalo, e Tiorba, a 1-3 voci, Firenze, 1630
- Alcune arie a 1 e 2 voci con basso continuo in raccolte dell'epoca

### Musica sacra
- Liber secundus diversarum modulationum, mottetti a 1-4 voci, Roma 1627
- Missa sopra l'aria della monica a 8 voci
- Missa sopra l'aria di Fiorenza a 8 voci
- Alcuni mottetti a 3 e 4 voci in raccolte dell'epoca
- Un mottetto manoscritto

## Riconoscimenti
A Frescobaldi è dedicato il Conservatorio di Musica di Ferrara, nonché una via nella zona detta "dei musicisti" nel quartiere Pinciano a Roma e nella Barriera di Milano a Torino.
L'ultimo brano della raccolta Musica ricercata di György Ligeti è intitolato Omaggio a Girolamo Frescobaldi ed è strutturato come un ricercare libero in stile imitativo, forma della quale Frescobaldi è stato grande innovatore.

## Discografia
- Arie Musicali - Complete, 2 CD, Modo Antiquo, Bettina Hoffmann, Brilliant Classics, Frescobaldi Edition, vol. 7
- Arie Musicali Libro I, Nella Anfuso, CD Stilnovo 8821
- Arie Musicali Libro II, Nella Anfuso, CD Stilnovo 8822
- Arie Musicali, Secondo libro, Concerto Italiano, Rinaldo Alessandrini, Opus 111, OPS 30-106
- Canzoni & Partite, Ensemble Fitzwilliam, 1993, Astrée, B000006AYQ
- Fantasie (1608) Canzoni (1615), Liuwe Tamminga (organo), 2005, Accent ACC24169
- Works for organ, Liuwe Tamminga (organo), 1998, Accent ACC96120D
- Il primo libro di Capricci, Roberto Loreggian, 2010, Brilliant
- Il primo libro di Capricci, Francesco Tasini, 2004, Tactus
- Il primo libro di Capricci, Gustav Leonhardt, 2010, Deutsche Harmonia Mundi
- Complete Keyboard Works, 4 Volumi, Jean-Marc Aymes, 2011, Ligia digital/Albany, 0387549902218
- Ricercari (1615), Liuwe Tamminga (organo), 2010, Passacaille 966
- Messa sopra l'Aria della Monica, Il Teatro Armonico, Alessandro De Marchi, 1994, Symphonia, 2774532
- Messa sopra l'aria di Fiorenza - prima registrazione assoluta Ensemble San Felice direttore Federico Bardazzi Bongiovanni 2000